# Arnold Schering
Karl Dietrich Arnold Schering (* 2. April 1877 in Breslau; † 7. März 1941 in Berlin) war ein deutscher Musikwissenschaftler und Musikkritiker.

## Leben
Arnold Schering wuchs in Dresden als Sohn des Kunstverlegers Garl Gustav Schering auf, der dort den Kunstverlag Gustav Lohse übernahm. Er besuchte zunächst das Dresdner Annengymnasium, erlernte das Violinspiel bei Henri Petri und erhielt Musiktheorieunterricht. Nach dem Abitur 1896 am Kreuzgymnasium studierte er an der königlichen Hochschule für Musik Berlin Violine bei Joseph Joachim und Komposition bei Reinhold Succo. Von 1898 bis 1902 studierte er Musikwissenschaft bei Oskar Fleischer und Carl Stumpf sowie Literaturgeschichte und Philosophie u. a. bei Wilhelm Dilthey an der Friedrich-Wilhelms-Universität Berlin. 1900 wechselte er zu Adolf Sandberger nach München und dann zu Hermann Kretzschmar nach Leipzig. 1900/01 leistete er als Einjährig-Freiwilliger Militärdienst in einem Infanterieregiment 1902 wurde er mit einer Dissertation über die Geschichte des Instrumental-(Violin-)Konzertes bis A.  Vivaldi promoviert.
1907 habilitierte er sich an der Universität Leipzig mit der Schrift Die Anfänge des Oratoriums, die er 1911 in erweiterter Form unter dem Titel Geschichte des Oratoriums publizierte. Sodann wurde er Privatdozent für Geschichte und Ästhetik der Musik an der Philosophischen Fakultät der Universität Leipzig (ab 1908) und Lehrbeauftragter für Musikgeschichte am Königlichen Konservatorium der Musik zu Leipzig (ab 1909). 1915 wurde er an der Universität Leipzig nichtplanmäßiger außerordentlicher Professor, wobei er von 1914 bis 1916 Kriegsdienst in der Garnison Leisnig leistete. 1920 ging er als Nachfolger von Hermann Abert ordentlicher Professor an die Vereinigten Friedrichs-Universität Halle-Wittenberg. 1927/28 war er Dekan der Philosophischen Fakultät ebendort. Von 1924 bis 1928 gehörte er dem Spirituskreis an. Ab 1928 lehrte er als ordentlicher Professor für Musikwissenschaften (damit wiederum als Nachfolger von Hermann Abert) und Direktor des Musikhistorischen Seminars an der Universität Berlin. Zu seinen akademischen Schülern gehörten u. a. Adam Adrio, Helmut Banning, Helmut Boese, Wolfgang Boetticher, Siegfried Borris, Minos Dounias, Ernesto Epstein, Wilibald Gurlitt, Georg Karstädt, Anneliese Landau, Helmuth Osthoff, Richard Petzoldt, Eberhard Rebling, Otto Riemer, Brigitte Schiffer, Hans Schnoor, Walter Serauky und Hellmuth Christian Wolff.
Bereits während seines Studiums wirkt er als Musikkritiker für Leipziger Zeitungen, später dann für die Signale für die musikalische Welt. Außerdem wurde er Mitglied der Internationalen Musikgesellschaft. Von 1903 bis 1905 war er Herausgeber der Neuen Zeitschrift für Musik. Er war Ausschussmitglied der Neuen Bachgesellschaft in Leipzig und von 1904 bis 1939 Herausgeber des Bach-Jahrbuchs. 1927 wurde Schering Vorsitzender der Händelgesellschaft sowie Vorsitzender der Kommission Denkmäler Deutscher Tonkunst. Ferner leitete er in Leipzig, Halle und Berlin die Collegia musica. 1927 ernannte man ihn zum Ehrenmitglied des russischen Reichsinstituts für Kunstgeschichte in Leningrad.
Nach der „Machtergreifung“ der Nationalsozialisten gehörte er dem Nationalsozialistischen Lehrerbund und dem Großen Rat der Reichsmusikkammer an. Außerdem war er Mitglied der Deutschen Akademie. Bis 1937 war er Präsident der Deutschen Gesellschaft für Musikwissenschaft (bis 1933: Deutsche Musikgesellschaft), an deren Umgestaltung nach nationalsozialistischen Prinzipien er sich maßgeblich beteiligte. Es wurde die Anstellung junger Nazis gefördert. Alfred Einstein musste die Redaktion der Zeitschrift für Musikwissenschaft niederlegen. Auf Scherings Bestreben wurde Ludwig Schiedermair zu seinem Nachfolger als Präsident bestimmt.
Im Januar 1934 hielt Schering einen Vortrag bei der Gesellschaft für deutsche Bildung über Das Germanische in der deutschen Musik. Im selben Jahr erschien sein Buch Beethoven in neuer Deutung, in welchem er die Werke Beethovens Szenen aus Shakespeares und Schillers Dramen zuordnet, wobei er die Behauptung aufstellte, dass diese Zuordnungen sowohl eindeutig als auch von Beethoven intendiert seien. Im selben Jahr schrieb er auch einen Beitrag in der Zeitschrift für Musikwissenschaft, in dem er Beethovens 5. Sinfonie im Sinne des NS-Regimes als „Symphonie der nationalen Erhebung“ deutete. 1936 schließlich schrieb er in Beethoven und die Dichtung: „Wenn eine brutal-sinnliche, rassefremde Musik uns eine Zeitlang des unlösbaren Zusammenhangs von hoher Musik und hoher Dichtung zu entfremden gedroht, so möge es jetzt Beethoven sein, der diesen ideellen Bund aufs neue stiftet“. Allerdings trafen seine Thesen zur neuen Beethoven-Deutung im nationalsozialistischen Musikschrifttum auf heftige Ablehnung.
Schering galt als einer der führenden deutschen Musikwissenschaftler der ersten Hälfte des 20. Jahrhunderts. Seine Schwerpunkte waren die Bach-Forschung, die Historische Aufführungspraxis und die musikalische Symbolik und Ästhetik bei Ludwig van Beethoven. Er gab etliche Werke heraus, so entdeckte er Heinrich Schütz’ Weihnachtshistorie wieder und gab sie ergänzt heraus.
Er war evangelisch-lutherisch und mit Ingrid Schering (1878–1933), der Tochter des Göttinger Mathematikers Ernst Christian Julius Schering, verheiratet. Sein Schwager war der Jenaer Kirchenhistoriker Karl Heussi. Im August 1940 wurde er krankheitsbedingt von seinen Verpflichtungen freigestellt. Er starb im März des folgenden Jahres im Alter von fast 64 Jahren in Berlin und wurde auf dem Friedhof Heerstraße beigesetzt. Die Grabstätte ist nicht erhalten.

## Schriften
- Bachs Textbehandlung. Leipzig 1900; archive.org.
- Geschichte des Instrumental-(Violin-)Konzerts bis Antonio Vivaldi († 1743). Leipzig 1903, archive.org (zugleich: Inauguraldissertation, Leipzig 1903).
- Geschichte des Instrumentalkonzerts bis auf die Gegenwart (= Kleine Handbücher der Musikgeschichte nach Gattungen. 1). Leipzig 1905, archive.org, 2. Auflage 1927.
- Geschichte des Oratoriums (= Kleine Handbücher der Musikgeschichte nach Gattungen. 3). Leipzig 1911; archive.org.
- Musikalische Bildung und Erziehung zum musikalischen Hören. Leipzig 1911, archive.org, 4. Auflage 1924.
- Musikgeschichte in Beispielen : eine Auswahl von 150 Tonsätzen, geistliche und weltliche Gesänge und Instrumentalkompositionen zur Veranschaulichung der Entwicklung der Musik im 13.-18. Jahrhundert, in Notierung auf 2 Systemen. Leipzig 1911, archive.org.
- Die niederländische Orgelmesse im Zeitalter des Josquin. Leipzig 1912; archive.org.
- Sudien zur Musikgeschichte der Frührenaissance. Leipzig 1914, archive.org.
- Tabellen zur Musikgeschichte. Leipzig 1914, archive.org, 4. Auflage 1934.
- Beethoven und der deutsche Idealismus. Leipzig 1921; archive.org.
- Die metrisch-rhythmische Grundgestalt unserer Choralmelodien. Halle 1924, 2. Auflage Leipzig 1927.
- Mit Rudolf Wustmann: Musikgeschichte Leipzigs. Kistner & Siegel, Leipzig 1926–1941.
  - Band 2: Von 1650 bis 1723. 1926.
  - Band 3: J. S. Bach und das Musikleben Leipzigs im 18. Jahrhundert. Von 1723 bis 1800. Leipzig 1941.

Fotomechanischer Neudruck der Originalausgabe: Zentralantiquariat der DDR Leipzig 1974.
- Aufführungspraxis alter Musik. Leipzig 1931. Neudruck: Heinrichshofen, Wilhelmshaven 1975, ISBN 3-7959-0174-X.
- Geschichte der Musik in Beispielen. Dreihundertfünfzig Tonsätze aus neun Jahrhunderten. Gesammelt, mit Quellenhinweisen versehen. 1931. Nachdrucke 1935, VEB Breitkopf & Härtel, Leipzig 1953, auch 1957.
- Beethoven in neuer Deutung. Leipzig 1934, archive.org.
- Johann Sebastian Bachs Leipziger Kirchenmusik. Studien und Wege zu ihrer Erkenntnis. 1936, Nachdrucke VEB Breitkopf & Härtel, Leipzig 1954, auch 1956, Wiesbaden 1968.
- Beethoven und die Dichtung. Mit einer Einleitung zur Geschichte und Ästhetik der Beethovendeutung. Mit zahlreichen Notenbeispielen. Junker und Dünnhaupt, Berlin 1936 (= Neue deutsche Forschungen, Bd. 77, Abt. Musikwissenschaft, Bd. 3).

Nachdruck bei Olms, Hildesheim, New York 1973, ISBN 3-487-04757-8.
- Zur Erkenntnis Beethovens. Würzburg 1938.
- Franz Schuberts Symphonie in h-Moll („unvollendete“) und ihr Geheimnis. Würzburg 1939, archive.org.
- Von großen Meistern der Musik. Leipzig 1940.
- Das Symbol in der Musik. hrsg. von W. Gurlitt. Leipzig 1941.
- Über Kantaten J. S. Bachs. hrsg. von Fr. Blume, Leipzig 1942.
- Vom musikalischen Kunstwerk. Mit einem Vorwort von Friedrich Blume. Koehler & Amelang, Leipzig 1948 (auch 1949, 1950, 1951).
- Humor, Heldentum, Tragik bei Beethoven. Aus dem Nachlaß hrsg. von H. Osthoff. Straßburg/Kehl 1955.

## Herausgeberschaften
- Vorwort zu: Kurt Soldan (Hrsg.): Johann Sebastian Bach. Passionsmusik nach dem Evangelisten Matthäus. Klavierauszug. Nach dem Autograph der Partitur und der Stimmen. BWV 244. Peters, Leipzig 1956, auch Leipzig o. J. [um 1970].
- J. S. Bach. BWV 245. Johannes-Passion. Nach der Ausgabe der Bach-Gesellschaft und nach dem Autograph und Stimmenmaterial revidiert und mit einer Einführung versehen von Arnold Schering. Edition Peters, Leipzig 1961, auch 1973, 1976.
- Johann Sebastian Bach. Weihnachtsoratorium. BWV 248. Nach der Ausgabe der Bach-Gesellschaft und nach dem Autograph und Stimmenmaterial revidiert und mit einer Einleitung versehen. Edition Peters, Leipzig o. J. [1965].
- Johann Sebastian Bach. Schweigt stille, plaudert nicht. Kantate Nr.211 [Kaffee-Kante]. Für Solostimme (Sopran, Tenor, Bass), Querflöte, Streichorchester und Continuo. Nach dem Autograph revidiert und mit einer Einführung. BWV 211. Edition Peters, Leipzig o. J. [1966].
- Hrsg. mit Kurt Soldan: Händel, Georg Friedrich. Der Messias. Oratorium. The Messiah. An Oratorio. Nach dem Autograph und den Stimmen des Findling-Hospitals zu London revidiert. Edition Peters, Leipzig o. J. [1939], auch 1959, ebenso bei Edition Peters, Frankfurt/Main, London, New York o. J. [1959].